# Landesarchiv Nordrhein-Westfalen Abteilung Rheinland
Das Landesarchiv Nordrhein-Westfalen, Abteilung Rheinland ist eine Abteilung des Landesarchivs Nordrhein-Westfalen. Es entstand 2008 aus dem Nordrhein-Westfälischen Hauptstaatsarchiv mit Sitz in Düsseldorf (HStAD) sowie dem Personenstandsarchiv Rheinland mit Sitz in Brühl. Die beiden Standorte Düsseldorf und Brühl wurden 2014 durch einen Umzug in Duisburg zusammengeführt. Von 2010 bis 2013 war zu diesem Zweck im Innenhafen Duisburg ein historisches Speichergebäude umgebaut worden.

## Geschichte und Zuständigkeit

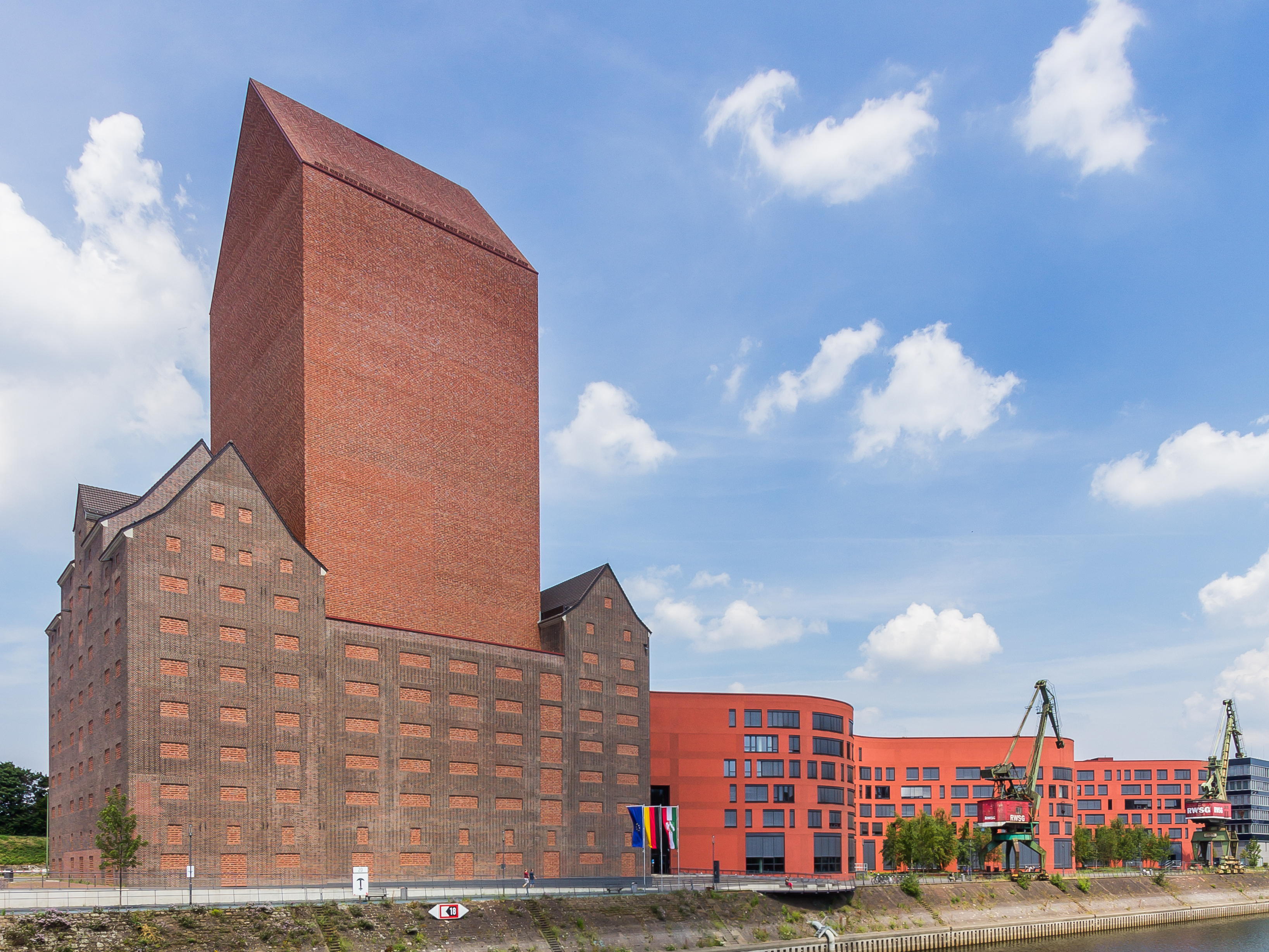
Das neue Dienstgebäude des Landesarchivs NRW im Duisburger Innenhafen, Schifferstraße 30

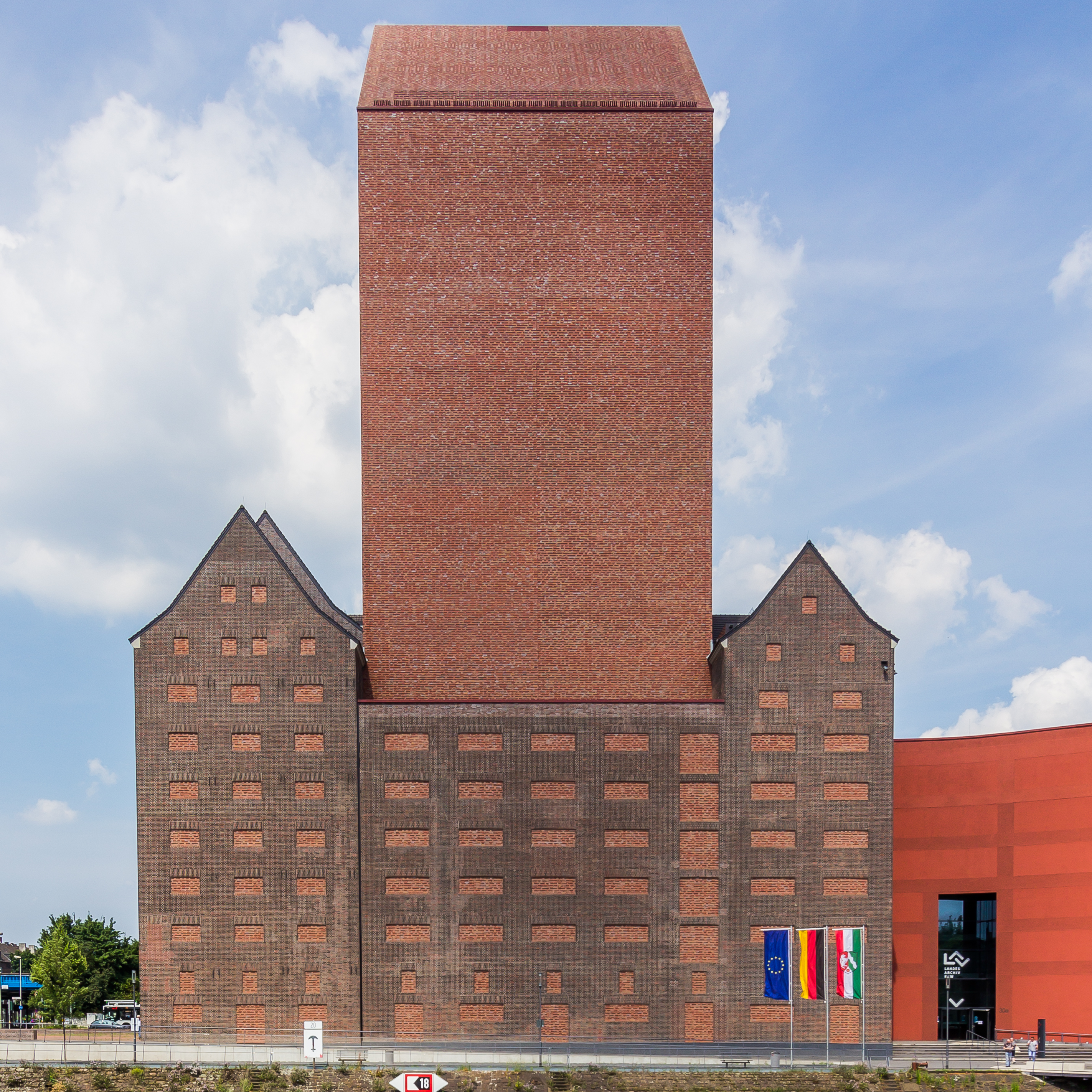
Der Magazinturm des Landesarchivs

### Nordrhein-Westfälisches Hauptstaatsarchiv
Die Geschichte des Hauptstaatsarchivs reicht mehr als 170 Jahre zurück. Als Königliches Provinzialarchiv 1832 gegründet, verwahrte es die Urkunden und Akten der ehemaligen Territorien und Herrschaften sowie der Klöster und Stifte des nördlichen Teils der preußischen Rheinprovinz. Auch nahm es die Akten der Mittel- und Unterbehörden dieses Sprengels auf. Das Provinzialarchiv, später Staatsarchiv, war als „Gedächtnis“ der Behörden Teil der öffentlichen Verwaltung. Seit 1952 ist es darüber hinaus zuständig für die Ministerien und Oberbehörden des 1946 gegründeten Landes Nordrhein-Westfalen und betreibt eine aktive Dokumentation zur Geschichte des Landes. Zur Ergänzung der staatlichen Überlieferung verwahrt es Schriftgut von Parteien und Verbänden ebenso wie Nachlässe bedeutender Persönlichkeiten der Landesgeschichte, Bild-, Film- und Tondokumente und das größte Luftbildarchiv der Bundesrepublik Deutschland. 2004 wurde es eine Abteilung des neu geschaffenen Landesarchivs Nordrhein-Westfalen, 2008 ging es in der Abteilung Rheinland des Landesarchivs auf. Um Raum- und Kapazitätsproblemen des Hauptstaatsarchivs zu begegnen, wurde 2007 beschlossen, einen Neubau unter Einbeziehung aller damaligen Abteilungen an einem gemeinsamen Standort zu realisieren.

### Personenstandsarchiv Rheinland
Das Personenstandsarchiv Rheinland verwahrt Archivalien des Personenstandes, also Kirchenbücher, Zivil- und Personenstandsregister aus den Regierungsbezirken Düsseldorf und Köln. 1954/1955 wurden alle Bestände am Standort Brühl zusammengeführt. Die Entstehung des Personenstandsarchivs reicht bis in die Zeit des Zweiten Weltkriegs zurück, als Kirchenbücher und Personenstandszweitbücher aus der Zeit vor 1900 zusammengefasst wurden. 2004 wurde das Personenstandsarchiv eine Abteilung des Landesarchivs Nordrhein-Westfalen, 2008 ein Teil der Abteilung Rheinland des Landesarchivs und 2014 räumlich mit diesem am neuen Standort Duisburg zusammengeführt.

## Aufgaben
Die Mitarbeiter des Landesarchivs Nordrhein-Westfalen
- beraten staatliche Behörden, Gerichte und Einrichtungen in Nordrhein-Westfalen bei der Verwaltung und Sicherung ihrer Unterlagen.
- entscheiden, was aus der großen Menge der dort anfallenden Unterlagen als Archivgut dauerhaft erhalten bleibt, und übernehmen diese Unterlagen ins Archiv.
- sammeln Unterlagen nichtstaatlicher Einrichtungen, z. B. von Parteien, Verbänden und Privatpersonen zur Ergänzung der staatlichen Überlieferung.
- erschließen die übernommenen Unterlagen, um komfortable und inhaltlich aussagekräftige Zugangsmöglichkeiten zum Archivgut zu schaffen.
- restaurieren geschädigte Archivalien und behandeln sie konservatorisch.
- lagern das Archivgut in Magazinen unter geeigneten klimatischen Bedingungen, damit es unbeschadet die nächsten Jahrhunderte überdauern kann.
- stellen die Archivalien zur Benutzung bereit und beraten bei Recherchen.
- machen die im Archiv verwahrten Bestände mit Publikationen, Archivführungen und Ausstellungen einer breiten Öffentlichkeit zugänglich.

Die Abteilung Rheinland ist für die Regierungsbezirke Köln und Düsseldorf zuständig.

## Bestände
Insgesamt füllen die Archivbestände der Abteilung Rheinland fast 100 Regalkilometer. Sie teilen sich auf in
- ca. 70.000 Urkunden vor 1800,
  - die ältesten Urkunden seit dem 9. Jahrhundert finden sich in den Beständen ehemals kirchlicher Institutionen (Auswahl von Beispielen): Marienstift Aachen, Kornelimünster, Altenberg, Brauweiler, Stift Essen, Heisterbach, Siegburg, Vilich, Werden, Stift Xanten,
- ca. 88 Regalkilometer Akten und Amtsbücher,
- über 320.000 Karten und Pläne,
- ca. 7.000 Kirchenbücher,
- ca. 320.000 Zivil- und Personenstandsregister sowie Beiakten,
- ca. 2.300 Tonträger, ca. 4.800 Filme und Videos,
- ca. 702.000 Fotos und Luftbilder,
- ca. 11.000 Mikrofilme,
- 85.000 Druckschriften und
- 150.000 Bücher und Zeitschriftenbände.

Die sogenannten Kahnakten sind ebenfalls im Staatsarchiv magaziniert. Hierbei handelt es sich um Aktenbestände, die im März 1945 bei dem Transport mit dem Frachtkahn MS Main 68 in ein Ausweichlager bei einem Luftangriff zerstört oder beschädigt wurden und deren Restaurierung bislang noch nicht abgeschlossen ist.
Zeitlich umfassen die Bestände annähernd 1200 Jahre rheinischer Geschichte und reichen vom Frühmittelalter bis in die Gegenwart. Sie lassen sich in folgende Gruppen einteilen:

### Bestände aus der Zeit bis 1816
umfassen alle älteren Bestände vom Beginn des 9. Jahrhunderts bis zum Ende der französischen Herrschaft und der Übergangszeit im Rheinland (1814/15): Archive der Landesherrschaften Kurköln, Jülich-Berg, Kleve-Mark, Moers und Geldern, Reichskammergerichtsakten, Bestände der in der Franzosenzeit säkularisierten Klöster und Stifte, umfangreiche Registraturen der französischen Verwaltung in den Jahren 1794 bis 1813. Hinzu kommen bedeutende Handschriften und Siegelsammlungen.

### Behördenbestände seit Beginn der preußischen Herrschaft (1815) bis heute
Hierzu zählen die übernommenen Unterlagen der Bezirksregierungen Düsseldorf und Köln (einschließlich der 1972 aufgelösten Regierung Aachen), Behörden zahlreicher Verwaltungszweige (z. B. Landratsämter, Polizei, Finanz-, Bahn- und Postverwaltung), der Gerichte und Staatsanwaltschaften, des Justizvollzugs und der Notare sowie Grundbücher und -akten bzw. Katasterkarten.

### Personenstandsarchiv
Hier werden Kirchenbücher, Zivilstandsregister (Zweitbücher, Aufgebotsregister, Beiakten), Personenstandsregister nach dem seit 1876 gültigen Personenstandsrecht sowie Namensverzeichnisse, genealogische Auswertungen, Nachlässe und Sammlungen aufbewahrt.

### Nichtstaatliches und nichtschriftliches Archivgut
Neben den Unterlagen staatlicher Herkunft werden auch die von Parteien und juristischen Personen des öffentlichen Rechts, Nachlässe und zeitgeschichtliche Sammlungen übernommen. Die Abteilung Rheinland verfügt über umfangreiche Sammlungen von Bildern, Tonträgern, Filmen und Videos.

### Oberste und Obere Behörden des Landes Nordrhein-Westfalen seit Gründung 1946
Hierzu zählen die Staatskanzlei, die Ministerien, der Landesrechnungshof sowie die auf Landesebene wirkenden Organe der Rechtspflege (Verfassungsgerichtshof/Oberverwaltungsgericht und Landessozialgericht), die Landesoberbehörden und sämtliche Einrichtungen des Landes Nordrhein-Westfalen. Als Urkundenarchiv der Landesregierung bewahrt die Abteilung Rheinland alle Urschriften von Gesetzen und Verordnungen. Neben den amtlichen Statistiken werden hier die Entnazifizierungsakten verwahrt und die Kabinettsprotokolle ediert.

## Benutzung
Grundsätzlich kann jeder nach den Regelungen des nordrhein-westfälischen Archivgesetzes die Archivalien des Landesarchivs Nordrhein-Westfalen benutzen. Allerdings gibt es gesetzlich geregelte Sperrfristen, insbesondere um die Rechte von Personen zu schützen. Für wissenschaftliche Zwecke können die meisten dieser Fristen auf Antrag verkürzt werden.
Benutzer können im Internet auf der Seite des Landesarchivs oder im Internetportal „Archive in NRW“ in den Beständeübersichten, im  Katalog der Dienstbibliothek und zunehmend auch in den Findmitteln recherchieren. Die Archivalien und Bestände der Dienstbibliothek können im Dienstgebäude Schifferstraße 30 in Duisburg eingesehen werden. Von vielen Unterlagen stehen Mikroforme und Digitalisate zur Verfügung, die eine schonende Benutzung ermöglichen. Detaillierte Hinweise zur Benutzung bietet die Website des Landesarchivs NRW.

## Leitung
Das Landesarchiv Nordrhein-Westfalen Abteilung Rheinland wurde 1832 als preußisches Staatsarchiv gegründet. 1946 wurde es zum Nordrhein-Westfälischen Hauptstaatsarchiv, 2008 – organisatorisch zusammengefasst mit dem Personenstandsarchiv Rheinland – zur heutigen Abteilung Rheinland des Landesarchivs. Seit der Gründung hatte es die folgenden Leiter:
| 1832–1866 | Theodor Joseph Lacomblet  |
| 1866–1900 | Woldemar Harleß           |
| 1900–1921 | Theodor Ilgen             |
| 1921–1929 | Otto Redlich              |
| 1929–1952 | Bernhard Vollmer          |
| 1953–1972 | Friedrich Wilhelm Oediger |
| 1972–1992 | Wilhelm Janssen           |
| 1992–2001 | Ottfried Dascher          |
| 2003–2008 | Wolf-Rüdiger Schleidgen   |
| 2009–2013 | Frank M. Bischoff         |
| 2014–2025 | Martina Wiech             |